# Voltammetrie
Voltammetrie is een verzamelnaam voor enkele elektro-analytische methoden om de chemische samenstelling van stofmengsels te achterhalen aan de hand van het stroomverloop in functie van de spanning.
De benaming volt-am-metrie is een samentrekking van volt, amperometrie en wijst erop dat de basis van deze techniek op stroom-spannings-curven berust. 